# August Sjödin
Carl August Sjödin, född 12 juni 1832 i Gävle, död omkring 1900 i USA, var en svensk-amerikansk målare och sektledare. 
Han var son till den ordinarie mätaren vid Strömsbro Jonas Sjödin och Margareta Lindholm och gift med Helena Barbara Tjernlund. Sjödin blev känd genom sin Syndfrihetslära som han förkunnade energiskt via tal och skrift. Läran orsakade en stor splittring i baptistiska kretsar på 1850- och 1860-talen i Norrland, Närke, Dalarna och Östergötland. Sjödins levnadsbana var mycket växlingsrik han intogs 1842 i Gävle skola men redan 1845 fick han anställning som skrivare hos postmästaren Johan Gerhard Ågren i Tierp och från 1847 var han i tjänst hos sin äldre broder Johan Adolf Sjödin (senare med namnet Strange) som var kommissionslantmätare i Uppland. Därefter blev han 1849 handelsbetjänt i Gävle. Han flyttade 1852 till Stockholm där han utbildade sig till porträttmålare hos Carl Peter Lehmann, han blev elev vid Konstakademiens principskola 1858 men lämnade efter en kort tid undervisningen. Han försörjde sig som porträttmålare.
Efter kontakt med i Sverige kvarboende sympatisörer till sektledaren Erik Jansson drev han dennes religiösa tankar till ytterlighet. Han ansåg sig ha fått ett profetiskt uppdrag och menade att den troende människan inte bara var förlåten för sina synder, utan helt och hållet syndfri. Därmed fanns det inte några etiska begränsningar för henne och att bekänna sina synder uppfattade han som bristande tro. Den omvända människan var ”fullkomlig”.  Det ledde till att han förde fram en ny kristologi och han avvisade i kraftiga ordalag Svenska kyrkans lära liksom baptismens teologi. Den konflikt Sjödin orsakat i svensk baptism genom det moraliska leverne som förekom inom hans rörelse blev starkt kritiserad och han blev alltmera ensam om sina idéer. År 1865 emigrerade han och hustrun till Amerika, dit tidigare en bror till honom rymt för att undgå svensk rättvisa. I Amerika sägs han ha försörjt sig som krogvärd i Chicago och dog där fattig och okänd. 
Sjödin är representerad vid Härnösands museum.

## Tryckta skrifter
Guds evangelium för allt kött till frigörelse, 1860
Den silade modersmjölken eller samtal mellan Ja, Nej och Nehej, en träta 1860